# Vepris nitida
Vepris nitida är en vinruteväxtart som först beskrevs av John Gilbert Baker, och fick sitt nu gällande namn av Verdoorn. Vepris nitida ingår i släktet Vepris och familjen vinruteväxter. Inga underarter finns listade i Catalogue of Life.